# Arriva Trains Wales
Arriva Trains Wales (Trenau Arriva Cymru en gallois) est une entreprise ferroviaire britannique, faisant partie du groupe Deutsche Bahn AG, qui exploitait des services de voyageurs urbains et interurbains dans le pays de Galles et la région des Welsh Marches.
Cette entreprise est née à la suite de la scission de Wales and West en deux parties, Wales and Borders et Wessex Trains. À l'origine, les deux devaient être exploitées par le groupe National Express, qui détient à l'heure actuelle sept des 25 concessions voyageurs en Grande-Bretagne. Arriva a remporté la concession « Wales and Borders » en 2003 et l'a aussitôt rebaptisée « Arriva Trains Wales ».
Elle assurait tous les services ferroviaires du pays de Galles à l'exception des grandes lignes vers Cardiff, Swansea et le nord du pays de Galles, jusqu'en 1918, date de fin de sa concession.

## Lignes desservies
.

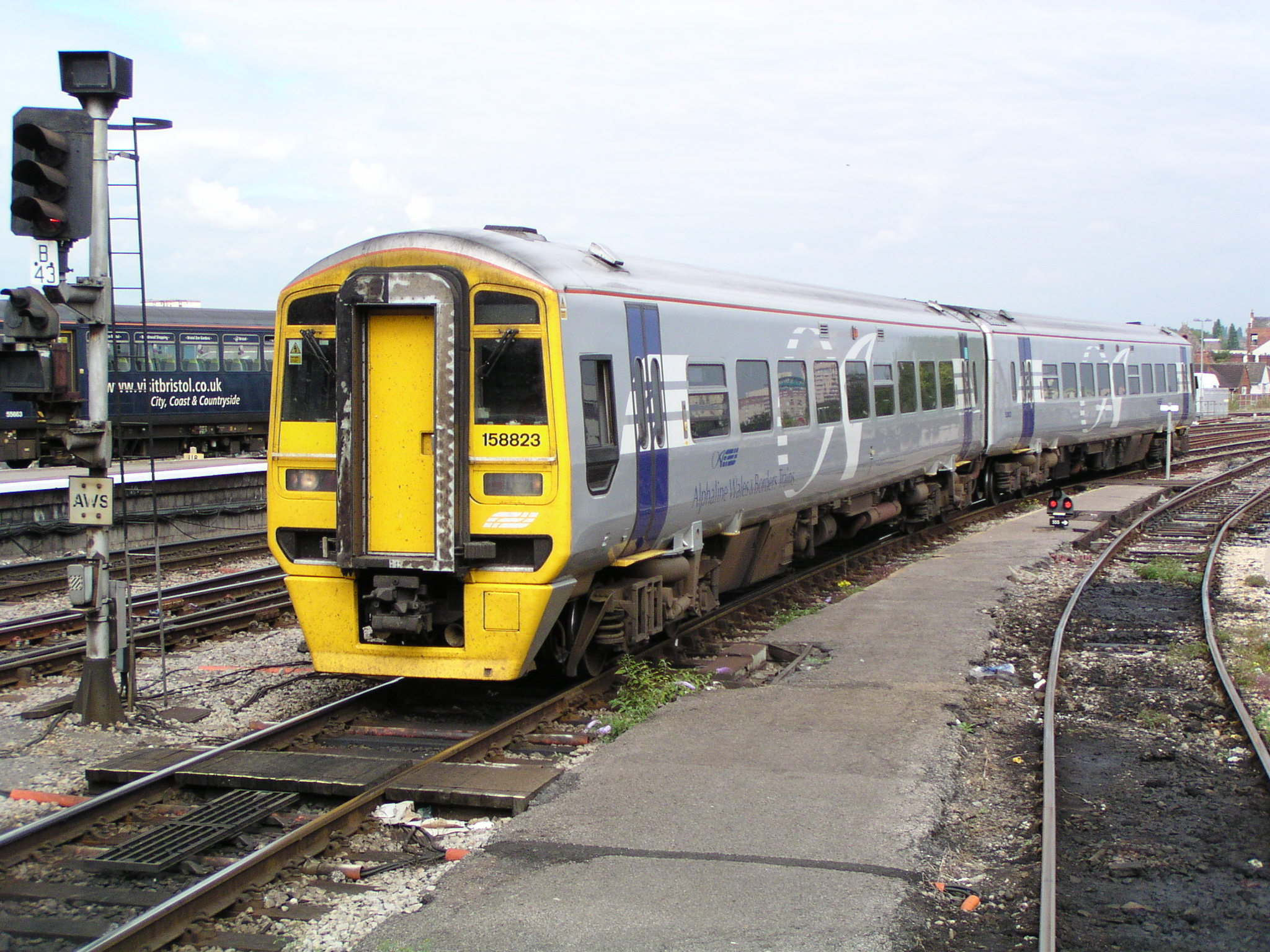
Rame classe 158 à Bristol Temple Meads exploitée par Arriva Trains Wales mais portant encore la livrée bleue et argent de Wales and Borders

Les principales lignes d'Arriva Trains Wales sont centrées sur Cardiff et Swansea ainsi que sur les gares d'échange principales en Angleterre situées à  Shrewsbury, Chester et Crewe.
L'entreprise dessert depuis juin 2005 la nouvelle gare de l'aéroport international de Cardiff. Des services de bus fréquents relient le terminal de départ à partir de la gare de Rhoose Cardiff International Airport.
Elle a cessé tout service entre le pays de Galles et le Sud-Est de l'Angleterre depuis décembre 2005.
Principales lignes
- North Wales Coast Line (Crewe-Holyhead)
- South Wales Main Line (Bristol-Newport-Cardiff-Swansea)
- Welsh Marches Line (Cardiff-Newport-Shrewsbury-Crewe-Manchester)
- Wolverhampton-Shrewsbury

Lignes secondaires et rurales
- Cambrian Line (Shrewsbury-Aberystwyth/Pwllheli)
- Conwy Valley Line (Llandudno-Blaenau Ffestiniog)
- Gloucester-Newport
- Heart of Wales Line (Llanelli-Craven Arms-Shrewsbury)
- West Wales Line (Swansea-Llanelli-Carmarthen-Pembroke/Milford Haven/Fishguard)
- Shrewsbury to Chester Line (Shrewsbury-Wrexham-Chester)
- Borderlands Line (Wrexham Central-Bidston)

Lignes de banlieue (réseau Valley Lines)
- Butetown Branch Line
- Cardiff City Line
- Coryton Line
- Ebbw Valley Line
- Maesteg Line
- Merthyr Line
- Rhondda Line
- Rhymney Line
- Vale of Glamorgan Line

## Principales gares
- Gare centrale de Cardiff
- Gare Queen Street de Cardiff
- Chester
- Hereford
- Shrewsbury
- Swansea

## Matériel roulant
Arriva Trains Wales exploite 116 rames des types suivants :
- Classe 142
- Classe 143
- Classe 150
- Classe 153
- Classe 158
- Classe 175